# Bischleben-Stedten
Bischleben-Stedten ist ein Ortsteil der Landeshauptstadt Erfurt in Thüringen. Der Ortsteil setzt sich aus den beiden ehemaligen Gemeinden Bischleben und Stedten an der Gera zusammen, die inzwischen zu einem Siedlungsgebiet zusammengewachsen sind und seit 1923 eine Gemeinde bilden. Die Eingemeindung nach Erfurt erfolgte am 1. Juli 1950.
Bischleben

Stedten an der Gera